# Ashta (ort i Indien, Madhya Pradesh)
Ashta är en ort i Indien.   Den ligger i distriktet Sehore och delstaten Madhya Pradesh, i den centrala delen av landet, 600 km söder om huvudstaden New Delhi. Ashta ligger 498 meter över havet och antalet invånare är 45 365.
Terrängen runt Ashta är mycket platt. Runt Ashta är det ganska tätbefolkat, med 185 invånare per kvadratkilometer. Det finns inga andra samhällen i närheten. Trakten runt Ashta består till största delen av jordbruksmark.